# Bloed-in-het-waterwedstrijd
De bloed-in-het-waterwedstrijd (Hongaars: Melbourne-i vérfürdő, het 'Melbourne-bloedbad') was een waterpolowedstrijd tussen Hongarije en de Sovjet-Unie tijdens de Olympische Spelen van Melbourne. De wedstrijd, die plaatsvond op 6 december 1956, speelde zich af tegen de achtergrond van de Hongaarse Opstand. De wedstrijd kwam aan zijn naam doordat Hongarije-speler Ervin Zádor twee minuten voor tijd uit het water moest met een bloedend ooglid, doordat hij geslagen was door een speler van de Sovjet-Unie.

## Achtergrond
Op 23 oktober 1956 begon de opstand als een vreedzame betoging van enkele duizenden studenten van de Technische Universiteit Boedapest, die hun solidariteit wilden betonen met de inwoners van het Poolse Poznań, waar een bloedige opstand in juni was neergeslagen. Vlaggen met het staatswapen werden neergehaald en het embleem van de volksrepubliek werd eruit geknipt. De gehate rode sterren op officiële gebouwen werden neergehaald. Op het centrale Heldenplein in Boedapest werd het standbeeld van Stalin omvergehaald.
De Hongaarse regering riep de Sovjet-Unie om hulp. Intussen werden de gevangenissen bestormd en gevangenen bevrijd. Op 4 november 1956 vielen troepen van het Sovjet-Unie daarom het land binnen, en sloegen de opstand, die 13 dagen geduurd had, neer. Boedapest werd omsingeld en de tanks reden de straten binnen. Hongaren trachtten ze met Molotovcocktails tegen te houden. De opstand kostte duizenden het leven en meer dan 150.000 Hongaren sloegen op de vlucht.
Naar aanleiding van het bloedige ingrijpen van de Sovjet-Unie in Hongarije in de herfst van 1956 besloot het Nederlandse NOC - samen met Spanje en Zwitserland als enige Westerse landen - om geen team te sturen naar de spelen in Melbourne. Acties van de hockeyers en de zeilers om het NOC op andere gedachten te brengen leidden tot niets.

## Wedstrijd
Van het begin tot het eind werd er geslagen en geschopt tijdens de wedstrijd. Op een gegeven moment sloeg Hongarije-aanvoerder Dezső Gyarmati een speler van de Sovjet-Unie. Ondertussen scoorde Ervin Zádor echter twee keer.
In de laatste periode stond Hongarije met 4-0 voor op de Sovjet-Unie toen Valentin Prokopov Zádor sloeg na beledigingen aan zijn familie. Zádor verliet het zwembad. Het publiek had zich volledig tegen de Sovjets gekeerd, de politie moest de menigte scheiden. De wedstrijd werd gestaakt en de 4-0 van dat ogenblik werd als einduitslag behouden.
De foto van Zádors bloedende oog kwam overal ter wereld in de krant en leidde tot de omschrijving 'Blood in the Water'. Verhalen dat het water volledig rood gekleurd was waren sterk overdreven. Zádor verklaarde dat het enige wat hem bezighield was of hij de volgende wedstrijd kon spelen.

## Film
In april 2006 vond de première plaats van de film Freedom's Fury. De film is een documentaire over de Hongaarse Opstand van 1956, met de waterpolowedstrijd als een van de hoogtepunten. De documentaire volgt de geschiedenis van de jonge ster Ervin Zádor.